# Muziekspecials
Muziekspecials is een televisieprogramma van de seniorenomroep MAX uit 2013. In elke aflevering staat een registratie van een Nederlandse artiest centraal.

## Afleveringen
| Tweede seizoen Tijd voor MAX | Tweede seizoen Tijd voor MAX |
| Hoofdgast                    | Uitzenddatum                 |
| ---------------------------- | ---------------------------- |
| Elly en Rikkert              | vrijdag 12 april 2013        |
| LA, The Voices               | vrijdag 5 april 2013         |
| Dana Winner                  | vrijdag 22 maart 2013        |
| René Shuman & Angel-Eye      | vrijdag 1 maart 2013         |
| Jan & Anny                   | vrijdag 1 februari 2013      |
| Ronnie Tober                 | vrijdag 18 januari 2013      |
| Glenn Miller Orchestra       | donderdag 27 december 2012   |
| Herman van Veen              | vrijdag 12 oktober 2012      |
| Liesbeth List                | vrijdag 13 april 2012        |
| Buddy Holly                  | vrijdag 16 maart 2012        |
| Paul McCartney               | vrijdag 13 januari 2012      |
| Petra Berger                 | donderdag 5 januari 2012     |
| Marco Bakker                 | woensdag 4 januari 2012      |